# ブシア県

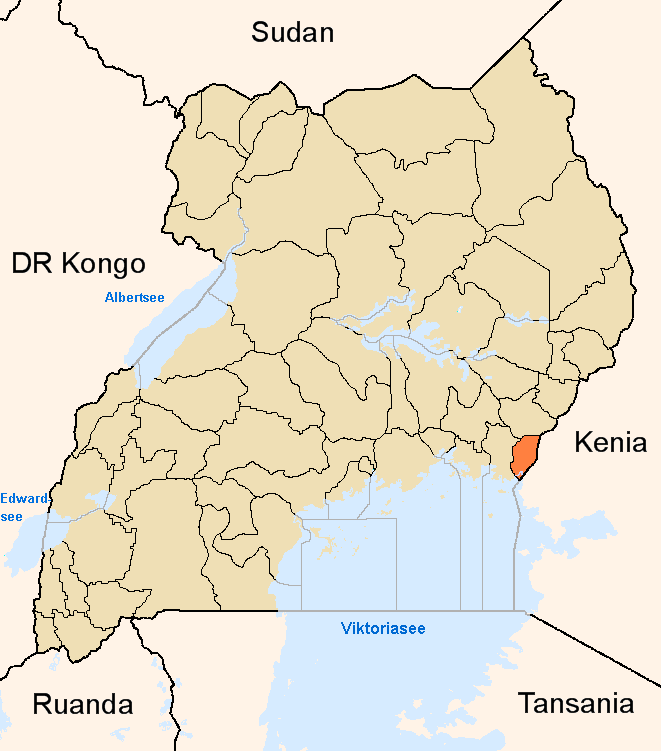
ブシア県と2001年から2005年の県境

ブシア県 (ブシアけん、Busia District) はウガンダ南東部ヴィクトリア湖北東部、ブケディ南部の県。1997年3月20日にトロロ県からサミア・ブグウェ（ブシア）郡が分割され設置された。カンパラの東およそ197kmに位置し、面積は743km²で、トロロTCを含め10の副郡に58の教区が置かれている。2002年の国勢調査人口は 228,181人で、主な住民はルイア族系のサミア、ブグウェとナイル系のテソ族である。知事に相当する第5地域議会 (LC5) 議長はウェレ・パトリック・ウェダクレ。83.3%が村落部に住み、68%が農業を営む。北西部にはトロロとカンパラを結ぶ幹線道路が走る。

## 隣接する県
ブシアはケニアとの国境に位置し、ケニア側にも同名の町と県がある。西にブソガのブギリ県、東にケニア西部州テソ県、ブシア県と接する。